# Txahar
Els txahar (mongol Цахар tsahar) són un subgrup de la població dels mongols que parlen el dialecte txahar de l'idioma mongol i predominantment viuen al sud-est de Mongòlia Interior.
Els txahar eren originalment un dels territoris de Khublai Khan situats al voltant de Jingzhao (avui Xi'an). Es van desplaçar des de Xaanxi a la regió sud-est controlada per la dinastia Yuan del Nord amb seu a Mongòlia en el segle xv. El txahar va esdevenir un tumen dels sis tumen mongols sota Dayan Khan i van ser dirigits pels seus successors, convertint-se així en apanatge personal dels kans mongols. Oprimits per Altan Khan, els txahar, liderats per Darayisung Gödeng Khan, es van traslladar cap a l'est, cap al riu Liao a meitat del segle xvi. A principis del segle xvii Ligden Khan va fer una expedició cap a l'oest a causa de la pressió manxú Jin posteriors. Quan va morir a Gansu, de camí cap al Tibet, el seu fill Ejei es va rendir als manxús l'any 1635. La família reial txahar va mantenir relacions favorables amb la família imperial manxú fins Makata Gege, que era filla de Hong Taiji i es va casar amb el príncep txahar mongol, que va morir el 1663. Quan la rebel·lió dels tres feudataris va esclatar el 1673, el príncep txahar mongol es va rebel·lar contra la dinastia Qing. Aviat va ser aixafat i, com a resultat, els mongols txahar es van reorganitzar en vuit banderes i es van traslladar al voltant de Zhangjiakou. Els mongols txahar no pertanyien a una lliga, però van ser controlats directament per l'Emperador. Les autoritats Qing van reubicar part de la seva població des dels suburbis de Hohhot i Dolon Nor al riu Ili després de la caiguda del kanat de Jungària el 1758. Es van barrejar en gran part amb els dzungar i els torghut de la regió.
Quan la Mongòlia Exterior va declarar la seva independència el 1911 de la dinastia Qing, 100 llars sota l'ex vicegovernador Sumya va fugir de Xinjiang a través de les fronteres de Rússia a Mongòlia. Van ser reallotjats pels khalkha a l'oest de Kiakhta. Sumiya i el seu txahars van contribuir a la revolució de 1921. Se'ls coneix com a txahar del Selenge des que es van establir a aquesta població.
Moltes de les tropes xineses durant l'ocupació de Mongòlia el 1919 van ser mongols txahar, la qual cosa ha estat un motiu important d'animadversió entre els khalkha i els mongols interiors.